# Mechanizm moskiewski OBWE
Mechanizm moskiewski – procedura związana z ochroną praw człowieka ustanowiona w 1991 r. podczas moskiewskiego spotkania w ramach KBWE.
Mechanizm stosuje się, gdy w jednym z państw członkowskich pojawi się zagrożenie realizacji postanowień tzw. wymiaru ludzkiego KBWE/OBWE. W takiej sytuacji państwo, które zainicjowało procedurę ma prawo – przy poparciu minimum dziewięciu innych państw członkowskich – do wysłania misji sprawozdawców lub ekspertów do państwa, w którym mają być naruszane podstawowe prawa i wolności. Mechanizm ten stanowi zatem przykład odejścia od dominującej w ramach KBWE/OBWE zasady konsensusu. Organizacja dysponuje listą ekspertów i sprawozdawców, którzy mogą być powoływani na misje w ramach procedury. Ich zadaniem jest ustalenie stanu faktycznego w zakresie ewentualnych naruszeń praw człowieka i przedstawienie zainteresowanym państwom sugestii dotyczących możliwego rozwiązania.
Dotychczas mechanizm moskiewski zastosowano m.in. wobec państw byłej Jugosławii oraz Turkmenistanu.